# Neurobiologia vegetale
La neurobiologia vegetale è la nuova e dibattuta disciplina scientifica che dal 2005 studia come le piante superiori siano capaci di ricevere segnali dall'ambiente circostante, rielaborare le informazioni ottenute e calcolare le soluzioni adatte alla loro sopravvivenza.

## Etimologia e campo di ricerca
La parola "neuro"(-biologia) viene ripresa dall'antico uso che Platone fa del termine per definire la fibra vegetale: νεῦρον (neurone) e, secondo il Greek Lexicon "qualunque cosa di natura fibrosa".
A differenza di altre discipline tradizionali come la biologia, biofisica, ecologia e agraria, la visione della neurobiologia vegetale verso queste discipline scientifiche parte da un nuovo punto di vista, in cui le piante superiori non solo ricevono stimoli dall'ambiente esterno, ma sono anche in grado di rielabolarli e trasmetterli al resto della pianta o ad altre piante distanti.
A differenza degli animali che modificano il loro comportamento in risposta a degli stimoli, come il movimento, nelle piante avvengono cambiamenti nella morfologia e nel metabolismo: piante attaccate da insetti erbivori o patogeni emettono sostanze volatili per segnalare il pericolo a piante adiacenti, non ancora attaccate, che in risposta si rendono repulsive a questi insetti; oppure il caso dei brillanti colori delle foglie autunnali, che segnalano la capacità degli alberi nel difendersi dagli attacchi degli afidi.
In altre parole la neurobiologia vegetale, pur consapevole che le piante sono prive di un sistema nervoso, vede nelle piante degli esseri che possono "comunicare, calcolare, scegliere, apprendere e memorizzare".

Già nel 1880, Charles Darwin, nel suo libro The power of movement in plants scriveva degli apici radicali: 
(Charles Darwin,The power of movement in plants)
.
Attività simile alla neurale (ma non eguale, come molti altri studiosi del regno vegetale invece ritengono) è sostenuta ora, dalla neurobiologia vegetale, come dato certo.

## Critica
La maggioranza degli scienziati e i dati sperimentali dimostrano che le piante non sono in grado di "pensare", non possiedono neuroni, sinapsi o un cervello, almeno nell'accezione che la scienza dà nella nostra era contemporanea, a questi termini.
Una revisione pubblicata sul Journal of Plant Physiology ha criticamente rivalutato la letteratura disponibile e ha concluso che non vi è alcuna prova che nelle piante,  "domini simili a sinapsi" esercitino alcuna delle funzioni delle sinapsi neuronali quali trasmissione rapida del segnale elettrico o chimico.
L'interpretazione antropomorfica dei fenomeni vegetali fatta dalla neurobiologia vegetale, si basa infatti su metafore e analogie tratte dal mondo animale che, come tutto il vivente (piante incluse), sente e risponde agli stimoli. La differenza sta nel modo di sentire e rispondere dei due gruppi (preneurale o "vegetativo" nelle piante) che però, portando a effetti simili imposti dalla struttura biologica degli organismi viventi evoluti nello stesso ambiente, potrebbe indurre a comparazioni fuorvianti.